# Owca kamieniecka
Owca kamieniecka – polska rasa owcy domowej. Jest to rasa długowełnista o użytkowości wełnisto-mięsnej i wełnisto-plennej. 
Wyhodowana została przez Stanisława Jełowickiego przy udziale W. Szczytniewskiej  w Ośrodku Hodowli Zarodowej Susz. Materiał wyjściowy stanowiły maciorki pierwotnej, prymitywnej formy owcy pomorskiej, które pokrywano baranami rasy texel, leine oraz kent, a następnie prowadzono selekcję w celu ustalilizowania cech rasy. 
Owce kamienieckie są dobrze przystosowane do chowu  w chłodnym i wilgotnym  klimacie północnej Polski. 